# Ferrovia Novoeste S/A
A Ferrovia Novoeste S/A foi uma empresa ferroviária brasileira, que arrematou a concessão da Malha Oeste da Rede Ferroviária Federal em 1996, oriunda da antiga Estrada de Ferro Noroeste do Brasil.

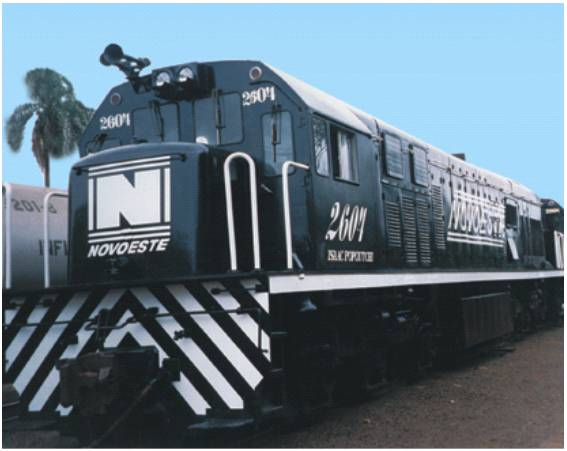
Uma locomotiva GE U20C da Novoeste.

Em 2002 foi fundida à Ferrovia Bandeirantes S.A. (Ferroban) e às Ferrovias Norte Brasil S.A. (Ferronorte), formando o Grupo Brasil Ferrovias. 
Em 2004 houve a cisão que criou a Nova Novoeste, controlando a Malha Oeste e um trecho de bitola métrica oriundo da Ferroban, entre Mairinque e Bauru. Foi o chamado Corredor de Bitola Métrica da Brasil Ferrovias, operando de Corumbá/MS, onde há ligação com a rede ferroviária da Bolívia, até Mairinque, fazendo integração com o ramal para o Porto de Santos/SP. O restante da malha do grupo foi denominado Corredor de Bitola Larga (Nova Brasil Ferrovias).
Por fim, em maio de 2006, juntamente com a Brasil Ferrovias, a Novoeste Brasil foi fundida à América Latina Logística, através de operação de troca de ações entre os respectivos controladores.

## OTrem do Pantanal
O contrato de concessão compreende apenas o serviço de cargas. Assim, os trens de passageiros foram desde então suprimidos em toda a Malha Oeste. Entretanto, mediante convênio realizado entre o Estado do Mato Grosso do Sul e a Rede Ferroviária Federal, há previsão da criação de uma linha de passageiros entre Campo Grande e Corumbá, primordialmente turística, chamada Trem do Pantanal. O projeto está lentamente sendo implantado e deve se concretizar em 2007 ou 2008, o que inicialmente se previa para 2005.
Como os trilhos foram removidos da zona central de Campo Grande em 2004, as composições vão partir da estação Indubrasil . Já teria sido construída uma nova estação em frente à antiga para esta finalidade .